# Taijin kyofusho

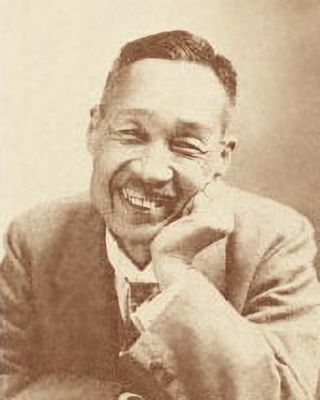
Dr. Morita Masatake, también conocido como Shōma Morita (1874-1938)

El taijin kyōfushō (対人恐怖症 Taijin kyōfushō, TKS, traducido literalmente como trastorno del miedo a las relaciones interpersonales) es un síndrome psiquiátrico específico de la sociedad japonesa.
El taijin kyōfushō se describe comúnmente como una subtipo de trastorno de ansiedad (fobia social), en el que el sujeto afectado teme y evita todo contacto social. Sin embargo, en lugar de un temor de avergonzarse de sí mismos o a ser juzgados duramente por los demás debido a su ineptitud social, los enfermos de taijin kyōfushō describen un miedo a ofender o perjudicar a otras personas. El enfoque de la evitación es pues, más que en evitar dañarse a sí mismo, impedir dañar a los demás. El Dr. Morita Masatake describe la condición como un círculo vicioso de juicios y reproches hacia uno mismo, que puede ocurrir en personas de temperamento hipocondríaco-escrupuloso.

## Diagnóstico
Una persona puede ser diagnosticada con taijin kyōfushō, si creen o sienten que sus actitudes, comportamiento o características físicas, no son las requeridas o adecuadas en las situaciones sociales. Como resultado de estos sentimientos experimentan un miedo acusado y sufrimiento persistente en forma de angustia emocional, ansiedad, vergüenza, y otros sentimientos de tensión cuando se enfrenta a diversas circunstancias sociales. Además, estas personas se preocupan por no poder mantener relaciones saludables con los demás. Cuando se trata de socializar, evitan las situaciones sociales e interpersonales potencialmente ansiógenas, dolorosas y embarazosas, al mismo tiempo que son reacios a intentarlo.
En el sistema de diagnóstico oficial japonés, el taijin kyōfushō se subdivide en las siguientes categorías:
- Sekimen-kyofu: fobia a ruborizarse (eritrofobia).
- Shubo-kyofu: fobia a tener un cuerpo deformado, al igual que en el trastorno dismórfico corporal.
- Jikoshisen-kyofu: fobia a mantener contacto visual.
- Jikoshu-kyofu: fobia a tener mal olor corporal (síndrome de referencia olfativo, bromidrosifobia, osmofobia, olfatofobia).[3]

Taijin kyōfushō no se detalla, a diferencia del trastorno de ansiedad social en el DSM IV. Esto es objeto de debate, sin embargo, los síntomas indicativos de Taijin kyofusho se han encontrado a veces en pacientes en los Estados Unidos.

## Tratamiento
El tratamiento estándar japonés para el taijin kyōfushō es la «terapia Morita», desarrollado por el Dr. Morita Masatake en la década de 1910 como tratamiento para los desórdenes mentales japoneses taijin kyofusho y shinkeishitsu (nerviosismo).
El régimen original consistía en el aislamiento del paciente, reposo forzado en cama, escritura de un diario, trabajo manual y conferencias impartidas sobre la importancia de la autoaceptación y el esfuerzo positivo. Desde la década de 1930, el tratamiento se ha modificado para incluir a pacientes extrahospitalarios y tratamientos en grupo; versión modificada que se conoce como neoterapia Morita.
Los medicamentos también han ganado amplia aceptación como una opción de tratamiento para el TKS. El milnaciprán, un inhibidor de la recaptación de serotonina y noradrenalina (IRSN), actualmente se utiliza en el tratamiento del TKS y ha demostrado ser eficaz también para el trastorno de ansiedad social.
La paroxetina también puede ser eficaz al igual que ha demostrado su eficacia para trastornos generales de ansiedad social.